# Ficus hatschbachii
Ficus hatschbachii är en mullbärsväxtart som beskrevs av C.C.Berg och Carauta. Ficus hatschbachii ingår i släktet fikonsläktet, och familjen mullbärsväxter. Inga underarter finns listade i Catalogue of Life.